# That Winter, the Wind Blows
That Winter, the Wind Blows (en hangul, 그 겨울, 바람이 분다; romanización revisada, Geu gyeoul, barami bunda), también conocida en español como Ese invierno, el viento sopla, es una serie de televisión surcoreana de melodrama emitida en 2013. Está basada en la serie japonesa de 2002 I Don't Need Love, Summer (愛なんていらねえよ、夏) original de Tokyo Broadcasting System, previamente adaptada como largometraje en Love Me Not de 2006, que narra la aventura de un ambicioso apostador que pretende ser el hermano perdido de una heredera que es ciega, pero increíblemente tienen algo en común que los une.
Es protagonizada por Cho In-sung, Song Hye-kyo, Kim Beom y Jung Eun-ji. Fue transmitida en su país de origen por SBS desde el 13 de febrero hasta 3 de abril de 2013, con una extensión de 16 episodios emitidos cada miércoles y jueves a las 21:55 (KST).

## Argumento
Oh Soo es un huérfano de 29 años, su corazón queda destrozado tras la muerte de su primer amor. Él lleva una vida sin ambiciones como un jugador de alto riesgo. Mientras Oh Young es una mujer solitaria que debe ser cuidada por los demás y se siente como discapacitada, después que sus padres se divorciaron y ella comienza a perder la vista.
Los dos parecieran no creer en el amor verdadero, pero Soo se pone ambicioso por las posesiones de Young, quién es la única heredera de la empresa de su difunto padre. Ya que su vida corre peligro por una deuda, termina haciéndose pasar por su hermano perdido el cual ella no veía desde hace 21 años. Sin embargo después de conocerse, logran conocer el verdadero significado del amor.

## Reparto

### Personajes principales
- Cho In-sung como Oh Soo.
  - Lee Tae-woo como Soo (niño).
  - Hong Tae-eui como Soo (adolescente).
- Song Hye-kyo como Oh Young.
  - Lee Ye-sun como Young (niña).
- Kim Beom como Park Jin-sung.
- Jung Eun-ji como Moon Hee-sun.

### Personajes secundarios
- Bae Jong-wook como Wang Hye-ji.
- Kim Tae-woo como Cho Moo-cheol.
- Seo Hyo-rim como Jin So-ra.
- Kim Kyoo-cheol como Jang Sung.
- Im Se-mi como Son Mi-ra.
- Choi Seung-kyung como Shim Joong-tae.
- Han Jung-hyun como Kim Jung-hyun.
- Kim Young-hoon como Lee Myung-ho.

### Otros personajes
Apariciones especiales
- Lee Jae-woo como Oh Soo.
- Yoo Gun como Jung Woo.
- Ko In-beom como el padre de Jin-sung.
- Kyung Soo-jin como Moon Hee-joo.

## Recepción

### Audiencia
En azul la audiencia más baja y en rojo la más alta, correspondientes a las empresas medidoras TNms y AGB Nielsen.
| Ep. #    | Fecha de estreno      | Share        | Share        | Share       | Share       |
| Ep. #    | Fecha de estreno      | TNmS Ratings | TNmS Ratings | AGB Nielsen | AGB Nielsen |
| Ep. #    | Fecha de estreno      | Nacional     | Seúl         | Nacional    | Seúl        |
| -------- | --------------------- | ------------ | ------------ | ----------- | ----------- |
| 1        | 13 de febrero de 2013 | 10.1 %       | 12.2 %       | 11.3 %      | 13.0 %      |
| 2        | 13 de febrero de 2013 | 12.0 %       | 14.0 %       | 12.8 %      | 14.5 %      |
| 3        | 14 de febrero de 2013 | 12.3 %       | 14.4 %       | 12.4 %      | 13.8 %      |
| 4        | 20 de febrero de 2013 | 12.5 %       | 14.0 %       | 13.4 %      | 14.6 %      |
| 5        | 21 de febrero de 2013 | 12.9 %       | 15.3 %       | 14.1 %      | 15.5 %      |
| 6        | 27 de febrero de 2013 | 11.5 %       | 12.8 %       | 13.0 %      | 13.9 %      |
| 7        | 28 de febrero de 2013 | 11.8 %       | 13.5 %       | 13.9 %      | 14.9 %      |
| 8        | 6 de marzo de 2013    | 11.3 %       | 13.9 %       | 13.3 %      | 14.8 %      |
| 9        | 7 de marzo de 2013    | 13.5 %       | 15.5 %       | 14.4 %      | 16.1 %      |
| 10       | 13 de marzo de 2013   | 12.3 %       | 14.7 %       | 14.2 %      | 16.1 %      |
| 11       | 14 de marzo de 2013   | 12.1 %       | 13.6 %       | 14.9 %      | 16.9 %      |
| 12       | 20 de marzo de 2013   | 11.6 %       | 13.6 %       | 13.3 %      | 14.4 %      |
| 13       | 21 de marzo de 2013   | 13.6 %       | 15.4 %       | 15.3 %      | 17.3 %      |
| 14       | 27 de marzo de 2013   | 12.7 %       | 15.1 %       | 14.7 %      | 16.2 %      |
| 15       | 28 de marzo de 2013   | 13.6 %       | 15.6 %       | 15.1 %      | 16.9 %      |
| 16       | 3 de abril de 2013    | 15.4 %       | 19.1 %       | 15.8 %      | 18.2 %      |
| Promedio | Promedio              | 12.5 %       | 14.5 %       | 13.9 %      | 15.4 %      |

## Emisión internacional
- China: Anhui TV (2015).
- Filipinas: ABS-CBN (2013).
- Hong Kong: TVB J2 (2013).
- Indonesia: Trans TV (2013).
- Japón: TBS y KNTV (2013).
- Malasia: 8TV (2014-2015).
- Tailandia: Workpoint TV (2015).
- Taiwán: GTV Drama (2013).
- Vietnam: HTV3 (2014)